# 桂林微笑堂商厦

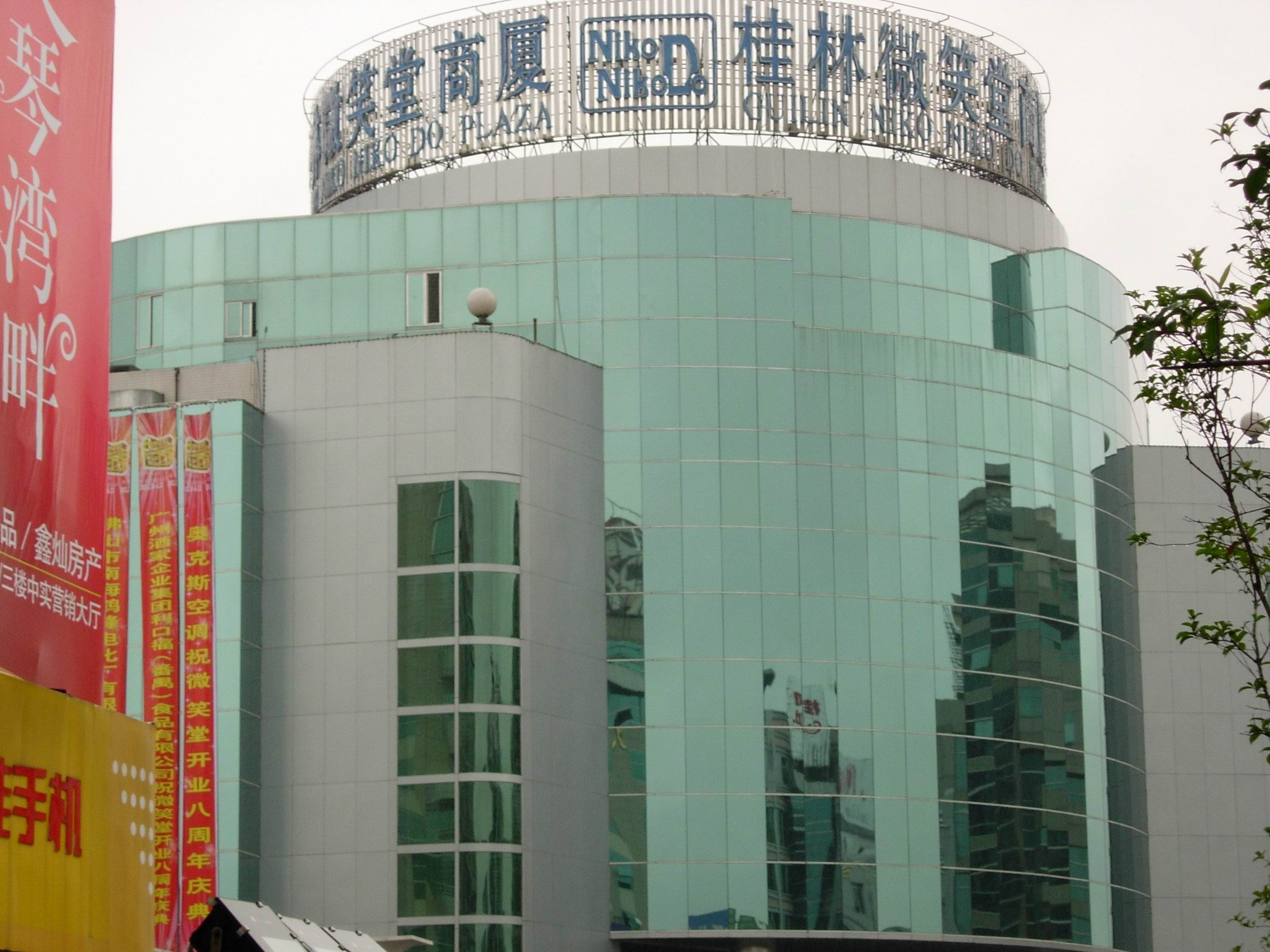
桂林微笑堂商厦

桂林微笑堂商厦（英語：Guilin Wei Xiao Tang Plaza，原名）位于广西桂林市中山中路，于1997年6月15日开始营业，由桂林市商业总公司与日本熊本市微笑堂株式会社合资兴建，是一家拥有5.1万平方米建筑面积和3万平方米营业面积的中日合资大型综合性零售企业，目前则是由大连大商集团与桂林市商业总公司合资的一家股份制公司，由于其优越的地理位置和日本先进的零售业管理制度，使之成为桂林市的商业标志。